# گروه‌های بدنی
در سال ۱۹۴۰ میلادی شخصی بنام ویلیام اچ شلدون، تئوری سوماتیپ‌ها را مطرح نمود. در این تئوری افراد دارای ۳ نوع بدن بودند:
1. اندومورف: توصیف افرادی که چربی بیشتری داشتند و سنگینتر بودند.
2. مزومورف: مشخصه افرادی که با عضلات ورزیده و ساختمان عضلانی مناسب بودند.
3. اکتومورف: مشخصه افرادی که فاقد چربی و فیبر عضلانی کافی بودند.

پیش از آغاز تمرینات ورزشی، باید گروه بدنی شخص تعیین گردد؛ در مجموع سه گروه بدنی وجود دارد که شخصی که ورزش می‌کند از روی خصایص مربوط به هر یک می‌تواند گروه مربوط به خود را باز شناسد.
در رابطه با گروه‌های بدنی ذکر این نکته الزامی به نظر می‌رسد که این گروه‌ها و تیپهای بدنی قطعی و مطلق نمی‌باشند یعنی معمولاً یک انسان خصایص همه گروه‌ها را دارد اما خصایص یک گروه در وی بیشتر به چشم می‌خورد و به اصطلاح بر خصایص سایر گروه‌ها غلبه کرده‌است.

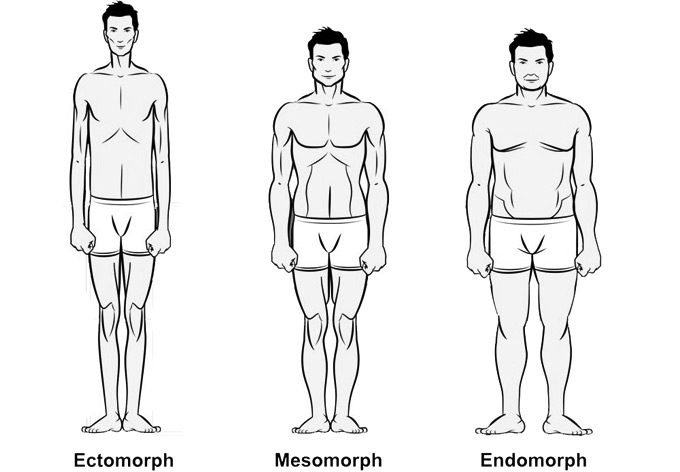
گروه‌های بدنی برمبنای تئوری سوماتیپ‌ها

## اکتومورف‌ها
این دسته از افراد لاغر بوده و از استخوان بندی ظریفی برخوردار می‌باشند. عضلات کشیده و باریک نیز یکی از خصایص اکتومورف‌ها می‌باشد. در بیشتر موارد اکتومورف‌ها بر اثر نارسایی غده تیروئید آنطور که باید و شاید نمی‌توانند به اصطلاح بدن خود را پر نموده و درشت شوند؛ در اینگونه موارد مشورت با یک متخصص غدد می‌تواند راهگشا باشد.
به‌طور کلی اکتومورف‌ها اینگونه اند:
- ضعیف و نازک بدن
- لاغر
- سینه‌های تخت
- بدن ظریف
- از دور جوان و باریک به نظر می‌رسند
- بلند و باریک
- عضلات ریز
- شانه‌های خمیده
- سرهای بزرگ به نسبت بدن
- به سختی افزایش وزن دارند
- رشد عضلاتشان در زمان طولانی امکان‌پذیر است

## اندومورف‌ها
داشتن استخوانهای درشت و نیز قد بلند از نشانه‌های گروه بدنی اندومورف می‌باشد. اندومورف‌ها معمولاً استعداد خوبی برای چاق شدن دارند و از آنجا که ساختمان بدنی آن‌ها محکم است در صورت انجام تمرینات ورزشی به سرعت پیشرفت کرده و از چاقی (به معنا منفی آن یعنی انباشته شدن بدن از چربی) نجات می‌یابند.
به‌طور کلی اندومورف‌ها اینگونه اند:
- بدنهای لخت
- دارای عضلات شل
- عضلاتی که خوب رشد نکرده‌اند
- فرم بدنی گرد
- دارای سیستم گوارش بیش از حد پرورش داده شده
- به سختی وزن کم می‌کنند
- عموماً به راحتی وزن را افزایش می‌دهند

## مزومورف‌ها
شاید به توان گفت که در بین گروه‌های بدنی زیباترین و مناسبترین حالت بدنی متعلق به مزومورف‌ها است. مزومورف‌ها هم کشیدگی عضلات اکتومورف‌ها و هم انسجام بدنی اندومورف‌ها را دارند. مزومورف‌ها همچنین از ساختمان بدنی برخوردار می‌باشند.
به‌طور کلی مزومورف‌ها اینگونه اند:
- ورزشکاری
- سخت، بدن عضلانی
- انسان بالغ و رشد یافته به نظر می‌رسند
- مستطیل شکل و چهارشانه (برای خانمها مانند ساعت شنی)
- دارای پوست کشیده و سفت
- وضعیت ایستادن صاف و کشیده
- به راحتی افزایش یا کاهش وزن می‌دهند
- به سرعت عضلاتشان رشد می‌کند

## پرسشنامه جهت به دست آوردن تیپ بدنی
1. استخوان بندی من به شکل زیر است: الف: خیلی بزرگ ب: متوسط و درشت ج: کوچک و نازک ۳
2. وضعیت تقارن بدن من شبیه: الف: بدن چربی دار ب: بدن عضلانی و گوشتی ج: ۳بدن استخوانی
3. بدن من … است: (آقایان پاسخ بدهند) الف: گرد و لخت ب: چهارشانه و عضلانی ج: ۳باریک و بلند (لاغر) (خانمها پاسخ دهند) الف: شکل گلابی ب: شبیه ساعت شنی ج: باریک و بلند (لاغر)
4. من هنگام کودکی … بودم: الف: گوشتالو ب۲: نرمال و طبیعی ج: لاغر و ضعیف
5. سطح فعالیت من: الف: بی تحرک ب: تقریباً فعال ج:۳ بسیار فعال (نمی‌توانم یک جا بنشینم)
6. وضعیت فعالیت جنسی: الف: بی تحرک ب: فعال و با تحرک ج: ۳با تحرک سخت و کم
7. متابولیسم بدن من … است: الف: کند و آهسته ب: سالم و طبیعی ج:۳ بالا و سریع
8. مردم به من می‌گویند: الف: باید وزنم را کم کنم ب: در فرم خوبی هستم و باید خودم را حفظ کنم ۳ج: باید وزنم را افزایش بدهم
9. اگر شما دور مچ دستتان را با دست دیگر بگیرید وضعیت انگشت میانی و شست چگونه است: الف: انگشت میانی و شست یکدیگر را لمس نمی‌کنند ب: انگشت میانی و شست یکدیگر را لمس می‌کنند ۳ج: انگشت میانی و شست روی یکدیگر قرار می‌گیرند
10. در خصوص وزن بدن، من می‌توانم: الف: وزنم را راحت بالا ببرم، اما به سختی کاهش می‌دهم ب: وزنم را راحت بالا ببرم یا کاهش دهم شرایط خوبی دارم ج:۳ مشکل اضافه کردن وزنم را دارم
11. وضعیت گرسنگی شما چگونه است: ۱الف: تقریباً همیشه ب: فقط در زمان وعده‌های غذایی ج: به ندرت و خیلی کم
12. مردم مرا اینگونه توصیف می‌کنند: الف: شخصی احساساتی و پر هیجان ب: شخصی با فیزیولوژی مناسب۳ ج: شخصی کم هیجان و پر فکر

نتیجه: به خودتان برای هر پاسخ الف نمره ۱، و برای هر پاسخ ب نمره ۲، و برای هر پاسخ ج نمره ۳ بدهید، سپس نمرات خود را جمع کرده و بر عدد ۱۲ تقسیم نمایید. حال نمراتی که به دست آورده‌اید شامل یکی از فاکتورهای زیر می‌شود، اگر عدد به دست آمده کسری باشد مثلاً ۵/۱، شما در موقعیتی مابین ۲ تیپ بدنی قرار دارید و به شما توصیه می‌شود حد وسط و میانه دو تیپ را رعایت نمایید.
عدد۱: شما دارای بدن (اندومورف) چربی دوست و درشت استخوان هستید و می‌باید از احتمال افزایش چربی نگران باشید و در طول تمام زندگی چربی را کنترل کرده و نگذارید اضافه شود. تمرینات شما می‌باید برای به دست آوردن عضلات بهتر و کم چربی انجام شود. برای این منظور می‌باید متابولیسم بدنتان را بهبود ببخشید. از وزنه‌های متعادل استفاده نموده و تمریناتتان را سریعتر انجام دهید (با استراحت خیلی کم مابین ست‌ها و تمرینات). شما می‌باید سطح کالری بدنتان را کاهش دهید (اما نگذارید گرسنگی بکشید) و به‌طور مرتب از وعده‌های کم حجم و کم کالری غذا استفاده نمایید. شکر، شیرینی و غذاهای زائد و بدرد نخور باید از وعده‌های غذایی شما حذف گردد. به‌طور روزانه از تمرینات فعال مانند: پیاده‌روی سریع، دوچرخه، و غیره پیروی نمایید؛ و سعی نمایید در هر هفته زمان تمرینات هوازی را افزایش دهید.
عدد ۲ :شما دارای بدن (مزومورف) عضلانی و متعادل (طبیعی) هستید. اما برای حفظ آن یا بهتر شدن می‌باید تمرین و تغذیه مناسب تیپ بدنی خود را داشته باشید. تمرینات شما می‌تواند بهتر و سختتر، همچنین طولانی‌تر از بدنهای اکتومورف (استخوانی و لاغر) انجام شود اما باید دقت کنید که بیش از حد تمرین نکنید. شما می‌توانید از وزنه‌های متعادل یا سنگین با رعایت ریتم ضربان قلب استفاده نمایید، و از استراحت‌های طولانی نیز بین ست‌ها اجتناب نمایید. شما می‌توانید تمام عضلاتتان را راحت افزایش دهید (خیلی از خانمها و حتی آقایان نمی‌خواهند عضلاتی خیلی بزرگ داشته باشند، آن‌ها باید بدانند که رشد عضلانی خیلی سریع اتفاق نمی‌افتد، هنگامی که شما به حد رضایت از عضلاتتان رسیدید، آن‌ها را حفظ نمایید). از غذاهای سالم و مناسب استفاده نمایید تا عضلات بهتری داشته باشید و مراقب افزایش کم و تدریجی چربی نیز باشید. از فعالیت‌های ایروبیک و هوازی نیز لذت ببرید، اما آن را نیز بیش از حد متعارف انجام ندهید.
عدد ۳ :شما دارای بدن (اکتومورف) ریز عضله و استخوانی هستید؛ و می‌باید برای بدست آوردن یک فرم خوب از عضلات روی افزایش وزن تمرکز نمایید. (بعضی از خانمها که خیلی لاغر هستند، می‌خواهند که کمی چربی داشته باشند تا اندامشان کمی زنانه تر شود) می‌توانید تمرینات با وزنه را انجام دهید اما نه خیلی زیاد و نه در جلسات تمرینی طولانی. وزن شما می‌باید به نرمی و آهستگی افزایش یابد و تمریناتتان را کمی آهسته‌تر انجام دهید. (از استراحت‌های بلند مدت و مناسب در بین ست‌ها استفاده نمایید) وعده‌های غذایی شما می‌باید کالری زیاد داشته باشد (کالری‌های مفید و نه کالری‌های مضر)، در نهایت شما می‌بایست غذای بیشتر و مناسبتری نسبت به آنچه قبلاً می‌خوردید استفاده نمایید. ایروبیک و سایر فعالیت‌های اضافی (مانند: رشته تخصصی تمرینات ریتمیک و رقص و…) می‌باید در حداقل ممکن نگه داشته شوند، تا اینکه شما به وزن ایده‌آل برسید.